# Calocybe obscurissima
Calocybe obscurissima är en svampart som först beskrevs av A. Pearson, och fick sitt nu gällande namn av Meinhard (Michael) Moser 1967. Calocybe obscurissima ingår i släktet Calocybe och familjen Lyophyllaceae.   Inga underarter finns listade i Catalogue of Life.
I den svenska databasen Dyntaxa används istället namnet Rugosomyces obscurissimus för samma taxon.  Arten är reproducerande i Sverige.